# هنري فلوريس
هنري فلوريس (بالإنجليزية: Henry Flores)‏ هو مصور أمريكي، ولد في 26 أغسطس 1974 في سان بيدرو سولا في هندوراس.

## وصلات خارجية
- هنري فلوريس على موقع IMDb (الإنجليزية)